# Gaston Roupnel
Louis Félicien Gaston Roupnel (23 de setembro de 1871 na estação Laissey (Doubs) - 14 de maio de 1946) em Gevrey-Chambertin (Côte d'Or), foi um historiador francês e rural modernista.

## Biografia
Filho de um pai pobre usado ferroviária Auguste Roupnel, stationmaster em Gevrey-Chambertin , origem Norman e uma mãe da Borgonha, ele veio morar em Burgundy de seis anos de idade. Estudante na escola Dijon de 1883 a 1891 e depois na Faculdade de Dijon 1892 a 1895 e, finalmente, na Sorbonne , ele não foi admitido na agregação apesar de várias tentativas.
Professora de história alta de 1,896 em 1899 no ensino médio em Saint-Étienne , em 1900 a 1903 na escola de Epinal , é professor na Douai a partir de Janeiro de 1903 a Outubro de 1904 , a Academia Militar de La Flèche a partir de Outubro de 1904 a Setembro de 1908 , em Grenoble e, finalmente, em Dijon em 1910 até a aposentadoria, em 1938, até o dia de seu aniversário, ele defendeu sua tese de doutorado em 1922 em A Cidade e Dijon Campanha XVII th século .
Professor na Universidade de Dijon responsável pelo curso, criado especialmente para ele em 1922 , ele também é conhecido como autor do romance regionalista escritor Nono em 1910 e jornalista. Ele escreveu muitos livros sobre o amor que ele tinha por sua campanha e as suas vinhas. Em 1910 , ele perdeu o Prix Goncourt , um voto, por seu romance Nono em favor de Louis Pergaud ( De Goupil Margot ). O livro foi um grande sucesso. Ele, então, publicou O velho Garain , uma coleção de histórias Hey! Viver , Borgonha , História da zona rural francesa , história e destino, Shiloh , New Shiloh e A Vida de Nosso Senhor Jesus Cristo .
Dois textos, da cidade e da zona rural XVII th século estudos sobre as populações dos países em Dijon ( Paris , Editions Ernest Leroux, 1922 ) e, mais tarde, a história do campo francês ( Grasset , 1932 ), dedicado ao seu pai Auguste Roupnel: "Em memória de seus pais camponeses de Normandy, Maine e Burgundy" irá garantir um reconhecimento duradouro e será comentado por Marc Bloch , Lucien Febvre e Pierre Goubert . No entanto, a história eo destino (Grasset, 1943 ) encarna uma mudança na filosofia da história com a construção contemporânea de uma disciplina histórica como ciência social 1 . Sua defesa de uma "história estrutural" será apreciado por Fernand Braudel e é uma das fontes de seu pensamento a longo prazo. Gaston Roupnel também contribui, como mostrado pelo trabalho de Gilles Laferté e Philip Whalen, alimentar o regionalismo cultural que se desenvolve na Borgonha, no período entre as duas guerras .
Gaston Roupnel mobilizados localmente pelos proponentes da Revolução Nacional  ; várias vezes, suas obras são retomadas e amplamente citado. A semente da obra de Gaston Roupnel, como a de seus colegas, também envolve o de França dos anos sombrios.
Ele é casado com uma vinha de Gevrey-Chambertin , Suzanne, e amigo querido entre todos Gaston Bachelard , seu colega na Universidade de Dijon. Seu filho, Louis Roupnel, cometeu suicídio na idade de 29, o 1 st outubro 1937.
Gaston Roupnel

## Prémios e distinções
Cavaleiro da Legião de Honra em 29/01/1927.
1928 - Maria Estrela Preço: 5.000 fr. Sr. Gaston Roupnel para Siloé premiado em 1927/12/31 pela Companhia de Homens de Letras.
Presidente em 1929 o novo Folklore Society fundada pela Academia de Dijon.
Gaston Roupnel formou em 1934 preço Maujean (2000 fr) da Academia Francesa por seu livro História do interior da França.
Membro Residente da Academia de Ciências, Artes e Letras bela Dijon de 10 de Janeiro de 1923 até sua morte em 1946 .
Gaston Roupnel foi membro do Júri Nacional do prêmio "Sully-Olivier de Serres", criada em Julho de 1942 com Colette, Henri Pourrat, Georges-Henri Rivière, Charles Silvestre, Jean Yole.
Presidente do sindicato dos viticultores (ele vai dizer aos repórteres: "os piores tráfegos é Vigneron").

## Gaston Roupnel
- Philip Whalen, Gaston Roupnel, 1871-1946 , em Daileader Philip e Philip Whalen, (Eds.) Os historiadores franceses, 1900-2000 (Oxford: Wiley-Blackwell, 2010)
- Philip Whalen, Dijon e Borgonha por Gaston Roupnel , Dijon CLEA Publishing, 2009.
- Gilles Laferté, sua imagem vinhos Origin Borgonha e , Paris, Belin, de 2006.
- Philip Whalen, Vinhos, Vines and Burgundy Gastronomia acordo Gaston Roupnel , Clemency: Terra Vistas de 2007.
- Philip Whalen, Uma fonte impiedoso de lembranças felizes: Gaston Roupnel e do Folclore de terroir da Borgonha ,Journal of Folklore Research 44,1 (2007): 21-40.
- Philippe Poirrier e Annie Bleton-Ruget (ed.), O tempo das humanidades. Gaston Roupnel e trinta anos , Paris, Editions Manuscrito de 2006.
- Philip Whalen, Gaston Roupnel, alma camponesa e ciências humanas , Dijon, Dijon University Publishing, 2001.
- Philip Whalen, destacando o trabalho de Gaston Roupnel para o "Prefácio" sem precedentes na história da zona rural francesa , Ruralia 8 (2001): 89-101.
- Philip Whalen, A Participação Gaston Roupnel no julgamento da Côte de Nuits , offline (Dezembro de 2001): 6-10.
- Philip Whalen, The Quarry Gaston Roupnel eo Movimento das idéias da primeira metade do xx th  século , Borgonha Annals 72 (2000): 1-55.
- Philip Whalen, Gaston Roupnel e francês Eco-Misticismo , na Encyclopedia of Christian Política , Roy Domenico, ed, (Westport, CT: Greenwood, 2006), 475-76..

1. ↑  http://halshs.archives-ouvertes.fr/halshs-00566075/fr/